# Leena Günther
Leena Günther (Colonia, 16 aprile 1991) è una velocista tedesca.

## Palmarès
| Anno | Manifestazione    | Sede     | Evento      | Risultato  | Prestazione | Note |
| ---- | ----------------- | -------- | ----------- | ---------- | ----------- | ---- |
| 2009 | Europei juniores  | Novi Sad | 4×100 m     | Oro        | 44"86       |      |
| 2010 | Mondiali juniores | Moncton  | 4×100 m     | Argento    | 43"74       |      |
| 2011 | Europei under 23  | Ostrava  | 100 m piani | Argento    | 11"75       |      |
| 2011 | Mondiali          | Taegu    | 100 m piani | Batteria   | 11"35       |      |
| 2012 | Europei           | Helsinki | 4×100 m     | Oro        | 42"51       |      |
| 2012 | Giochi olimpici   | Londra   | 4×100 m     | 5ª         | 42"67       |      |
| 2013 | Europei under 23  | Tampere  | 100 m piani | Semifinale | 11"89       |      |
| 2013 | Europei under 23  | Tampere  | 4×100 m     | Oro        | 43"29       |      |

## Altre competizioni internazionali
2011
- Campionati europei a squadre di atletica leggera ( Stoccolma)